# Rebuild of Evangelion

Rebuild of Evangelion (literalmente Reconstrucción de Evangelion) es una tetralogía de películas de la serie de anime Neon Genesis Evangelion anunciada por Studio khara para septiembre de 2007. Se las puede definir como una adaptación al formato cinematográfico de alto presupuesto y con novedades significativas. Sus creadores lo han descrito como una vía de acceso a la franquicia para nuevos espectadores, siendo un proyecto autosuficiente al margen de la serie original.
En septiembre de 2006, la edición de octubre de la revista japonesa de animación Newtype, anunció que la nueva serie de películas animadas Rebuild of Evangelion constaría de cuatro entregas. Las dos primeras serían una narración de la serie de TV (incluyendo nuevas escenas, personajes e historias secundarias), y la tercera y cuarta serán una continuidad de las dos anteriores con un final completamente nuevo. 
Hideaki Anno escribió el guion de la primera película y será el director general y mánager del proyecto. Kazuya Tsurumaki se encargará de la dirección de las películas, Yoshiyuki Sadamoto de los diseños de personajes e Ikuto Yamashita de los diseños de los EVAs; Shinji Higuchi realizará los guiones gráficos para el primer film. 
La primera película se estrenó 1 de septiembre de 2007, la segunda se estrenó el 27 de junio de 2009, la tercera se estrenó el 17 de noviembre de 2012 y la cuarta película fue estrenada el 8 de marzo de 2021.
La película es distribuida en Japón por Toho y Toei Company, en México por Zima Entertainment (en cooperación con 20th Century Fox (1-3) y Walt Disney Studios Motion Pictures (4; bajo el nombre de 20th Century Studios debido a la adquisición de 21st Century Fox por parte de Disney)), en España por Selecta Visión y en Estados Unidos por Funimation y Amazon Studios.

## Títulos
| Episodio                               | Título en japonés                                              | Título traducido                                     | Fecha de estreno en Japón | Duración    |
| -------------------------------------- | -------------------------------------------------------------- | ---------------------------------------------------- | ------------------------- | ----------- |
| Evangelion: 1.0 You Are (Not) Alone    | ヱヴァンゲリヲン新劇場版:序 (Evangelion Shin Gekijōban: Jo)    | Evangelion Nueva Edición Cinematográfica: Principio  | 1 de septiembre de 2007   | 98 minutos  |
| Evangelion: 2.0 You Can (Not) Advance  | ヱヴァンゲリヲン新劇場版:破 (Evangelion Shin Gekijōban: Ha)    | Evangelion Nueva Edición Cinematográfica: Mitad      | 27 de junio de 2009       | 108 minutos |
| Evangelion: 3.0 You Can (Not) Redo     | ヱヴァンゲリヲン新劇場版: Q (Evangelion Shin Gekijōban: Q)     | Evangelion Nueva Edición Cinematográfica: Quickening | 17 de noviembre de 2012   | 96 minutos  |
| Evangelion: 3.0+1.0 Thrice Upon a Time | シン・エヴァンゲリオン劇場版:\| (Shin Evangelion Gekijōban:\|) | Evangelion Nueva Edición Cinematográfica:\|          | 8 de marzo de 2021        | 155 minutos |